# Ctenitis lanigera
Ctenitis lanigera là một loài thực vật có mạch trong họ Dryopteridaceae. Loài này được (Kuhn) Tardieu miêu tả khoa học đầu tiên năm 1952.